# ATP Finals 2020 - Singolare
Stefanos Tsitsipas era il detentore del titolo, ma è stato eliminato nel round-robin.
In finale Daniil Medvedev ha sconfitto Dominic Thiem con il punteggio di 4–6, 7–6(2), 6–4.

## Teste di serie
1. Novak Đoković (semifinale)
2. Rafael Nadal (semifinale)
3. Dominic Thiem (finale)
4. Daniil Medvedev (campione)

1. Alexander Zverev (round-robin)
2. Stefanos Tsitsipas (round-robin)
3. Andrej Rublëv (round-robin)
4. Diego Schwartzman (round-robin)

### Riserve
1. Matteo Berrettini (non ha giocato)

1. Denis Shapovalov (non ha giocato)

## Tabellone

### Legenda
| - Q = Qualificato - WC = Wild card - LL = Lucky loser | - ALT = Alternate - SE = Special Exempt - PR = Protected Ranking | - w/o = Walkover - r = Ritirato - d = Squalificato |

### Parte finale
|  | Semifinali | Semifinali      | Semifinali | Semifinali | Semifinali |  |  | Finale | Finale          | Finale | Finale | Finale |  |
|  |            |                 |            |            |            |  |  |        |                 |        |        |        |  |
|  | 4          | Daniil Medvedev | 3          | 7          | 6          |  |  |        |                 |        |        |        |  |
|  | 2          | Rafael Nadal    | 6          | 64         | 3          |  |  | 4      | Daniil Medvedev | 4      | 7      | 6      |  |
|  | 3          | Dominic Thiem   | 7          | 610        | 7          |  |  | 3      | Dominic Thiem   | 6      | 62     | 4      |  |
|  | 1          | Novak Đoković   | 5          | 7          | 65         |  |  |        |                 |        |        |        |  |

### Gruppo Tokyo 1970
|   |                   | Đoković     | Medvedev | Zverev        | Schwartzman   | RR V-P       | Set V-P      | Game V-P       | Classifica |
| 1 | Novak Đoković     |             | 3–6, 3–6 | 6–3, 7–6(4)   | 6–3, 6–2      | 2–1 (66.67%) | 4–2 (66.67%) | 31–26 (54.39%) | 2          |
| 4 | Daniil Medvedev   | 6–3, 6–3    |          | 6–3, 6–4      | 6–3, 6–3      | 3–0 (100%)   | 6–0 (100%)   | 36–19 (65.45%) | 1          |
| 5 | Alexander Zverev  | 3–6, 6(4)–7 | 3–6, 4–6 |               | 6–3, 4–6, 6–3 | 1–2 (33.33%) | 2–5 (28.57%) | 32–37 (46.38%) | 3          |
| 8 | Diego Schwartzman | 3–6, 2–6    | 3–6, 3–6 | 3–6, 6–4, 3–6 |               | 0–3 (0%)     | 1–6 (14.29%) | 23–40 (36.51%) | 4          |

La classifica viene stilata in base ai seguenti criteri: 1) Numero di vittorie; 2) Numero di partite giocate; 3) Scontri diretti (in caso di due giocatori pari merito); 4) Percentuale di set vinti o di game vinti (in caso di tre giocatori pari merito); 5) Decisione della commissione

### Gruppo Londra 2020
|   |                    | Nadal          | Thiem            | Tsitsipas        | Rublëv           | RR V-P       | Set V-P      | Game V-P       | Classifica |
| 2 | Rafael Nadal       |                | 6(7)–7, 6(4)–7   | 6–4, 4–6, 6–2    | 6–3, 6–4         | 2–1 (66.67%) | 4–3 (57.14%) | 40–33 (54.79%) | 2          |
| 3 | Dominic Thiem      | 7–6(7), 7–6(4) |                  | 7–6(5), 4–6, 6–3 | 2–6, 5–7         | 2–1 (66.67%) | 4–3 (57.14%) | 38–40 (48.72%) | 1          |
| 6 | Stefanos Tsitsipas | 4–6, 6–4, 2–6  | 6(5)–7, 6–4, 3–6 |                  | 6–1, 4–6, 7–6(6) | 1–2 (33.33%) | 4–5 (44.44%) | 44–46 (48.89%) | 3          |
| 7 | Andrej Rublëv      | 3–6, 4–6       | 6–2, 7–5         | 1–6, 6–4, 6(6)–7 |                  | 1–2 (33.33%) | 3–4 (42.86%) | 33–36 (47.83%) | 4          |

La classifica viene stilata in base ai seguenti criteri: 1) Numero di vittorie; 2) Numero di partite giocate; 3) Scontri diretti (in caso di due giocatori pari merito); 4) Percentuale di set vinti o di game vinti (in caso di tre giocatori pari merito); 5) Decisione della commissione

## Punteggi e vincite
- Il vincitore del torneo è in grassetto.

|                    | Punteggio ATP | Quota partecipazione | Premio round-robin | Premio fase finale | Vincite totali |
| ------------------ | ------------- | -------------------- | ------------------ | ------------------ | -------------- |
| Daniil Medvedev    | 1 500         | $ 153 000            | $ 459 000          | $ 952 000          | $ 1 564 000    |
| Dominic Thiem      | 800           | $ 153 000            | $ 306 000          | $ 402 000          | $ 861 000      |
| Novak Đoković      | 400           | $ 153 000            | $ 306 000          | –                  | $ 459 000      |
| Rafael Nadal       | 400           | $ 153 000            | $ 306 000          | –                  | $ 459 000      |
| Andrej Rublëv      | 200           | $ 153 000            | $ 153 000          | –                  | $ 306 000      |
| Stefanos Tsitsipas | 200           | $ 153 000            | $ 153 000          | –                  | $ 306 000      |
| Alexander Zverev   | 200           | $ 153 000            | $ 153 000          | –                  | $ 306 000      |
| Diego Schwartzman  | 0             | $ 153 000            | –                  | –                  | $ 153 000      |